# Emmi Pikler

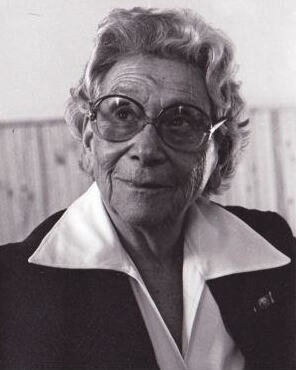
Emmi Pikler

Emilie „Emmi“ Pikler (* 9. Januar 1902 in Wien; † 6. Juni 1984 in Budapest, gebürtig Emilie Madleine Reich) war eine ungarische Kinderärztin, die im 20. Jahrhundert neue Wege in der Kleinkindpädagogik ging.

## Lebensweg
Emilie Reich wurde 1902 in Wien geboren und verbrachte dort ihre frühe Kindheit. Ihre Mutter, eine Wienerin, war Kindergärtnerin von Beruf, ihr Vater, ein Ungar, war Handwerker. 1908 zogen ihre Eltern nach Budapest. Als Emmi zwölf Jahre alt war, starb ihre Mutter.
Ihr Entschluss, Kinderärztin zu werden, führte sie zum Medizinstudium zurück nach Wien. Sie promovierte 1927 und erhielt ihre pädiatrische Fachausbildung an der Wiener Universitäts-Kinderklinik bei Clemens von Pirquet und an der Kinderchirurgie bei Hans Salzer.
Durch die Erfahrungen ihres Mannes, eines Mathematikers und Pädagogen, wurde Emmi Pikler in ihren entwicklungsphysiologischen Überlegungen bestätigt. Gemeinsam entschieden sie bei der Geburt ihres ersten Kindes, ihm freie Bewegung zu ermöglichen und seine Entwicklung mit Geduld abzuwarten. Zunächst lebten sie in Triest, später in Budapest. 1935 wurde Emmi Pikler als Kinderärztin auch in Ungarn anerkannt. Von Anfang an war es ihr Ziel, eine gesunde Entwicklung des Kindes zu ermöglichen. Aus der Erfahrung mit ihrer Tochter wusste sie, dass ein Kind nicht zu Bewegungen und zum Spiel angeregt werden muss und dass jedes Detail im Umgang mit dem Kind und in seiner Umgebung wichtig ist. Schon in diesen Jahren hat Emmi Pikler über die Pflege und Erziehung von Säuglingen und Kleinkindern Vorträge gehalten und verschiedene Artikel geschrieben. Daraus entstand ihr erstes Buch für Eltern. Es erschien 1940 und erlebte später in Ungarn und im Ausland zahlreiche Auflagen. Die zehn Jahre, die sie als Familienärztin arbeitete, waren für sie nicht nur aufgrund ihrer jüdischen Herkunft schwer, sondern auch, weil ihr Mann von 1936 bis 1945 aus politischen Gründen in Gefangenschaft war. Durch die Hilfe der Eltern der von ihr betreuten Kinder konnten sie und ihre Familie die Judenverfolgung im Zweiten Weltkrieg überleben.
Nach dem Krieg wurde sie Mutter von zwei weiteren Kindern. Sie eröffnete ihre Privatpraxis nicht wieder, sondern kümmerte sich innerhalb einer ungarischen Organisation um verlassene und unterernährte Kinder. Neben vielfältigen anderen Tätigkeiten gründete sie 1946 das Säuglingsheim Lóczy, das sie bis 1979 leitete. Emmi Pikler setzte nach der Pensionierung ihre pädagogische und beratende Tätigkeit im Lóczy fort. Im Mittelpunkt ihres Interesses stand weiterhin die Bewegungsentwicklung des Säuglings, die auch 1969 Thema ihrer Habilitation war. Ihre Arbeit fand in den letzten Jahren ihres Lebens im In- und Ausland immer mehr Anerkennung.
1984 starb Emmi Pikler nach kurzer, schwerer Krankheit.
Im Jahr 2018 wurde in Wien-Donaustadt (22. Bezirk) die Emmi-Pikler-Straße nach ihr benannt.

## Pädagogischer Ansatz
Emmi Pikler wurde in ihren pädagogischen Überzeugungen bestärkt, als sie 1935 in Budapest durch Elfriede Hengstenberg die Arbeitsweise Elsa Gindlers und Heinrich Jacobys kennenlernte. Elfriede Hengstenberg hatte 1931 aufgrund der Erkenntnisse Gindlers und Jacobys darauf hingewiesen, wie notwendig es sei, die naturgegebenen Gesetzmäßigkeiten der kindlichen Entwicklung zu erforschen, um dem Kind seine ursprünglichen Fähigkeiten und Kräfte zu erhalten. Gindler und Jacoby hatten in den 1920er Jahren erkannt, in welchem Ausmaß die übliche Säuglings- und Kleinkindererziehung die Initiative der Kinder behindert, ihre Ausdrucksfähigkeit verkümmern lässt und unselbständige, ungeschickte, bewegungs- und haltungsgeschädigte Menschen aus ihnen macht. Auch unser weitgehend gestörtes Verhältnis zum Arbeiten und Lernen war für sie eine Folge der fehlenden Kenntnis der Natur des Menschen. Die Ergebnisse der praktischen und wissenschaftlichen Arbeit Emmi Piklers haben wiederum die Vorstellung Gindlers und Jacobys von der Möglichkeit einer ungestörten Entfaltung des Kindes bestätigt.

## Lóczy-Institut
1946 gründet Emmi Pikler in Budapest das Lóczy-Institut. Unter ihrer Leitung und durch die Ergebnisse zur Verhütung des Hospitalismus sowie durch die Herausgabe von Fachbüchern und wissenschaftlichen Veröffentlichungen wurde es zu einem international bekannten methodologischen Institut, das heute von ihrer Tochter, der Kinderpsychologin Anna Tardos, geleitet wird.

## Verbreitung der Pikler-Pädagogik
Ab den 1990er Jahren wurden die Arbeiten von Emmi Pikler zunehmend international wahrgenommen und finden heute unter dem Begriff Pikler-Pädagogik Verbreitung. So führt das ungarische Pikler-Institut seit 2004 auch Fortbildungen in englischer Sprache durch. In diesem Jahr hat es sich zudem „Pikler“ als europäische Marke für Bildungsdienstleistungen und kindgerechte Einrichtungsgegenstände und Spielzeuge eintragen lassen.
In Österreich bildet unter anderem die Pikler-Hengstenberg-Gesellschaft pädagogische Fachkräfte im Sinne der Pikler-Pädagogik aus. Sogenannte „Pikler-Kurse“ gehören mittlerweile in weiten Teilen des deutschsprachigen Raums zum selbstverständlichen Bestandteil von frühkindlichen Bildungsangeboten für Eltern.
Inspiriert von der Pädagogik Piklers und deren Überzeugung, dass Kleinkinder durchaus in der Lage seien, sich viel mehr mit sich selbst zu beschäftigen als es ihnen die Erwachsenenwelt in der Regel zugesteht, schuf die Künstlerin Graziela Kunsch bei der Kassler Documenta 15 2022 eine Installation unter dem Titel „Eltern und Kleinkinder Krippe / Public Daycare“, die eben diese Überzeugung illustrieren sollte und mit Hilfe eines Spendenaufrufs finanziert ab 2023 in der städtischen Markthalle für Familien nachnutzbar sein soll.

## Veröffentlichungen
- Miteinander vertraut werden. Erfahrungen und Gedanken zur Pflege von Säuglingen und Kleinkindern. Hrsg.: Anna Tardos, Lienhard & Laura Valentin. Arbor Verlag, Freiamt 2002 / 3. Auflage, ISBN 3-933020-04-2.
- Laßt mir Zeit. Die selbständige Bewegungsentwicklung des Kindes bis zum freien Gehen. Untersuchungsergebnisse, Aufsätze und Vorträge. Mit Anna Tardos. Pflaum, München 2001 / 3. Auflage, ISBN 3-7905-0842-X.
- Friedliche Babys – zufriedene Mütter. Pädagogische Ratschläge einer Kinderärztin. Herder, Freiburg 2008 / 9. Auflage, ISBN 978-3-451-04986-6.